# Kaan Kairinen
Kaan Kairinen (ur. 22 grudnia 1998 w Turku) – fiński piłkarz grający na pozycji pomocnika w Sparcie Praga.

## Życie osobiste
Jest synem Finki i Turka. Ma starszego brata Kerima.

## Kariera klubowa
Treningi piłki nożnej rozpoczął w wieku 4 lat w Turun Nappulaliiga. W wieku 11 lat trafił do Interu Turku, a w pierwszej drużynie tego klubu zadebiutował 25 października 2014 w meczu z FF Jaro. W sierpniu 2013 był testowany przez Aston Villę, a w grudniu 2014 przez Tottenham Hotspur. W 2015 został odkryciem roku w lidze fińskiej. W grudniu 2015 przebywał na testach w Juventusie. W lutym 2016 podpisał trzyletni kontrakt z FC Midtjylland. W sierpniu 2017 został wypożyczony do Skive IK. W sierpniu 2018 został wypożyczony do końca sezonu do Interu Turku, a w listopadzie tegoż roku został wypożyczony na rok do HJK. W lutym 2020 został wypożyczony na rok do Lillestrøm SK, a w grudniu tegoż roku został wykupiony przez ten klub i podpisał czteroletni kontrakt. W grudniu 2022 przeszedł do Sparty Praga.

## Kariera reprezentacyjna
Młodzieżowy reprezentant Finlandii w kadrach od U-16 do U-19.
W reprezentacji U-21 zadebiutował 8 czerwca 2017 w finałowym meczu memoriału Walerego Łobanowskiego z Ukrainą, który Finowie wygrali po rzutach karnych 5:3 (w regulaminowym czasie gry padł bezbramkowy remis), a decydującego karnego trafił Kairinen. W dorosłej kadrze zadebiutował 8 stycznia 2019 w wygranym 1:0 meczu ze Szwecją.

## Styl gry
Jest obdarzony dobrą wizją i rozumieniem gry, potrafi również precyzyjnie podać. Mimo roli ofensywnej, jest zdolny także do gry obronnej. Jest porównywany do Jariego Litmanena dzięki chęci do dodatkowych treningów, a także dlatego, że obaj zadebiutowali w seniorskiej piłce w młodym wieku.